# Musculus iliocostalis lumborum

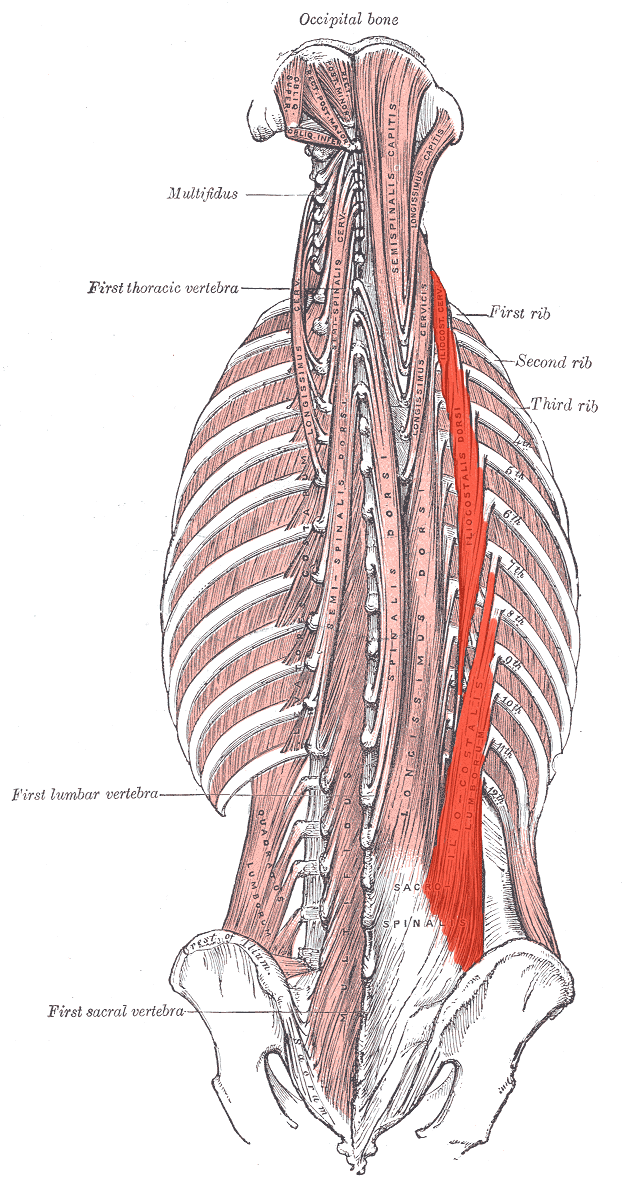
A hát mély izmai (a vörössel jelölt izmok közül a legalsó az iliocostalis lumborum)

A musculus iliocostalis lumborum egy hosszúkás izom az ember hátában.

## Eredés, tapadás, elhelyezkedés
Ez az izom három helyről ered: az crista iliacaról, a keresztcsontról (os sacrum) és az alsóbb hátcsigolya és ágyéki csigolya processus spinosus vertebraeről. Az (5) 6-12 bordákon tapad.

## Funkció
Feszíti a gerincet. Stabilizál, forgat.

## Beidegzés, vérellátás
A ramus posterior nervi spinalis idegzi be. Az arteria sacralis lateralis látja el vérrel.

## Külső hivatkozások
- Kép
- Kép, leírás